# INUI – Abenteuer am Nordpol
INUI – Abenteuer am Nordpol ist eine deutsche Zeichentrickserie, die seit 2016 veröffentlicht wird und sich an Vorschulkinder richtet.

## Handlung
Das kleine Inuit-Mädchen INUI lebt fröhlich am Nordpol und hat immer viel Spaß mit ihren tierischen Freunden, wie dem Elch Hubert, dem Bären Grumpel oder dem Seehund Sascha. Dabei machen sie viele Spiele, erleben Abenteuer und entdecken die Schönheit und Gefahr der Natur.

## Produktion und Veröffentlichung
Die Serie wird seit 2016 von JEP Animation und Les Films de la Perrine unter der Leitung von Jürgen Egenolf und der Regie von Dietmar Kremer im Auftrag von ZDF in Deutschland produziert. Dabei sind bisher 26 Folgen entstanden.
Die Serie wurde erstmals am 25. November 2016 auf dem Fernsehsender KiKA ausgestrahlt. Weitere Ausstrahlungen erfolgten im ZDF. Die Serie wurde zudem in drei DVDs mit durchschnittlich neun Folgen veröffentlicht und ist auf Video-on-Demand-Angebot maxdome, der ZDF Mediathek und Netflix verfügbar.

## Synchronisation
| Rolle   | Sprecher       |
| ------- | -------------- |
| Arnold  | Tim Kreuer     |
| Grumpel | Jürgen Holdorf |
| Hubert  | Jens Wendland  |
| Inui    | Carlotta Pahl  |
| Lizzy   | Dagmar Dreke   |
| Sascha  | Patrick Bach   |
| Wiebke  | Tanja Dohse    |

## Episodenliste
| Folge | Titel                           | Erstausstrahlung |
| 1     | Spieglein, Spieglein            | 25.11.2016       |
| 2     | Die Flaschenpost                | 28.11.2016       |
| 3     | Schnupfen-Alarm                 | 29.11.2016       |
| 4     | Eine wunderbare Nordlicht-Nacht | 30.11.2016       |
| 5     | Schwimmkurs für einen Elch      | 01.12.2016       |
| 6     | Nach dem Hagelgewitter          | 02.12.2016       |
| 7     | Eisangeln – aber richtig!       | 05.12.2016       |
| 8     | Keiner mag mich                 | 06.12.2016       |
| 9     | Spinnen und Springen            | 07.12.2016       |
| 10    | Das Schneeflocken-Rätsel        | 08.12.2016       |
| 11    | Riesen im Nebel                 | 09.12.2016       |
| 12    | Sascha überall                  | 12.12.2016       |
| 13    | Kleine Eule allein im Schnee    | 13.12.2016       |
| 14    | Die Eisfigurenmacher            | 14.12.2016       |
| 15    | Der ziemlich freche Wechselwind | 15.12.2016       |
| 16    | Ausflug im Kajak                | 16.12.2016       |
| 17    | Der Eishöhlen-Drache            | 19.12.2016       |
| 18    | Schlittenfahrt auf Nordpol-Art  | 20.12.2016       |
| 19    | Ich wär’ so gern ein cooler Bär | 21.12.2016       |
| 20    | Hubert schmilzt                 | 22.12.2016       |
| 21    | Versteckspiel im Schnee         | 23.12.2016       |
| 22    | Alles Südpol oder was?!         | 26.12.2016       |
| 23    | Der unsichtbare Fuchs           | 27.12.2016       |
| 24    | Schön verrückt verirrt          | 28.12.2016       |
| 25    | Verfolgt von einem Schneeball   | 29.12.2016       |
| 26    | Lissy hat Geburtstag            | 30.12.2016       |